# MiKTeX
A MiKTeX egy TeX/LaTeX disztribúció Microsoft Windows alá, könnyen kezelhető internetes telepítővel. 
- MiKTeX honlap Archiválva 2005. szeptember 7-i dátummal a Wayback Machine-ben
- A MiKTeX projekt a SourceForge-on